# Fußballclub Hansa Rostock 2001-2002
Questa voce raccoglie le informazioni riguardanti il Fußballclub Hansa Rostock nelle competizioni ufficiali della stagione 2001-2002.

## Stagione
Nella stagione 2001-2002 l'Hansa Rostock, allenato da Friedhelm Funkel, Juri Schlünz e Armin Veh, concluse il campionato di Bundesliga al 14º posto. In Coppa di Germania l'Hansa Rostock fu eliminato al primo turno dall'Osnabrück.

## Rosa
| N. |                     | Ruolo | Calciatore        |
| -- | ------------------- | ----- | ----------------- |
| 1  | Germania (bandiera) | P     | Mathias Schober   |
| 2  | Germania (bandiera) | C     | Timo Lange        |
| 3  | Egitto (bandiera)   | C     | Mohammed Emara    |
| 4  | Germania (bandiera) | D     | Sven Benken       |
| 5  | Svezia (bandiera)   | D     | Andreas Jakobsson |
| 6  | Germania (bandiera) | C     | Ronald Maul       |
| 7  | Germania (bandiera) | C     | René Rydlewicz    |
| 8  | Germania (bandiera) | C     | Hilmar Weilandt   |
| 9  | Togo (bandiera)     | A     | Bachirou Salou    |
| 10 | Croazia (bandiera)  | A     | Kreso Kovacec     |
| 11 | Germania (bandiera) | C     | Marco Weißhaupt   |
| 12 | Egitto (bandiera)   | C     | Yasser Radwan     |
| 13 | Germania (bandiera) | A     | Markus Beierle    |
| 14 | Germania (bandiera) | D     | Kai Oswald        |
| 15 | Svezia (bandiera)   | A     | Magnus Arvidsson  |

| N. |                        | Ruolo | Calciatore                  |
| -- | ---------------------- | ----- | --------------------------- |
| 16 | Germania (bandiera)    | D     | Rayk Schröder               |
| 17 | Svezia (bandiera)      | C     | Marcus Lantz                |
| 18 | Germania (bandiera)    | C     | Dietmar Hirsch              |
| 19 | Italia (bandiera)      | A     | Antonio Di Salvo            |
| 20 | Paesi Bassi (bandiera) | D     | Delano Hill                 |
| 21 | Germania (bandiera)    | P     | Daniel Klewer               |
| 22 | Germania (bandiera)    | C     | Marco Haber                 |
| 23 | Germania (bandiera)    | C     | Christian Brand             |
| 24 | Germania (bandiera)    | A     | Marcel von Walsleben-Schied |
| 25 | Germania (bandiera)    | P     | Carsten Busch               |
| 26 | Germania (bandiera)    | P     | Perry Bräutigam             |
| 27 | Germania (bandiera)    | A     | Steffen Baumgart            |
| 30 | Germania (bandiera)    | A     | Marco Vorbeck               |
| 31 | Germania (bandiera)    | C     | Kevin Hansen                |
| 38 | Svezia (bandiera)      | C     | Peter Wibrån                |

## Organigramma societario
Area tecnica
- Allenatore: Armin Veh
- Allenatore in seconda: Wolfgang Funkel, Juri Schlünz
- Preparatore dei portieri:
- Preparatori atletici:

## Calciomercato

### Sessione estiva
| Acquisti | Acquisti         | Acquisti         | Acquisti |
| R.       | Nome             | da               | Modalità |
| -------- | ---------------- | ---------------- | -------- |
| A        | Markus Beierle   | Monaco 1860      |          |
| A        | Antonio Di Salvo | Bayern Monaco II |          |
| D        | Delano Hill      | Willem II        |          |
| C        | Dietmar Hirsch   | Unterhaching     |          |
| C        | Ronald Maul      | Amburgo          |          |
| P        | Mathias Schober  | Amburgo          |          |
| C        | Marco Weißhaupt  | Friburgo         |          |

| Cessioni | Cessioni             | Cessioni        | Cessioni |
| R.       | Nome                 | da              | Modalità |
| -------- | -------------------- | --------------- | -------- |
| A        | Victor Agali         | Schalke 04      |          |
| C        | Matthias Breitkreutz | Saarbrücken     |          |
| A        | Henri Fuchs          | Rot-Weiß Erfurt |          |
| C        | Sławomir Majak       | Anorthōsis      |          |
| P        | Martin Pieckenhagen  | Amburgo         |          |
| D        | René Schneider       | Amburgo         |          |
| D        | Marco Zallmann       | Lubecca         |          |

### Sessione invernale
| Acquisti | Acquisti    | Acquisti     | Acquisti |
| R.       | Nome        | da           | Modalità |
| -------- | ----------- | ------------ | -------- |
| C        | Marco Haber | Unterhaching |          |

| Cessioni | Cessioni | Cessioni | Cessioni |
| R.       | Nome     | da       | Modalità |
| -------- | -------- | -------- | -------- |

## Risultati

### Bundesliga

#### Girone di andata
| Arbitro: | Kemmling |

|                                                |           |              |
| Jakobsson 9’ (aut.) Agali 60’ Böhme 89’ (rig.) | Marcatori | 44’ Schröder |

| Arbitro: | Meyer |

|  |           |                                      |
|  | Marcatori | 12’ Baştürk 65’ Kirsten 76’ Sebescen |

| Arbitro: | Weiner |

|  |           |             |
|  | Marcatori | 20’ Beierle |

| Arbitro: | Albrecht |

|  |           |                       |
|  | Marcatori | 4’ Rosický 13’ Oliseh |

| Arbitro: | Krug |

|                   |           |              |
| Benken 56’ (aut.) | Marcatori | 81’ Di Salvo |

| Rostock 16 settembre 2001, ore 17:30 CEST 6ª giornata | Hansa Rostock | 0 – 0 referto | Energie Cottbus | Ostseestadion (21 500 spett.)\| Arbitro: \| Fleischer \| |
| Arbitro:                                              | Fleischer     |               |                 |                                                          |

| Arbitro: | Keßler |

|                              |           |               |
| Balăkov 55’ (rig.) Ganea 85’ | Marcatori | 11’ Jakobsson |

| Arbitro: | Fandel |

|                 |           |                            |
| Wibrån 23’, 61’ | Marcatori | 3’ Max 85’ (aut.) Baumgart |

| Arbitro: | Stark |

|                                     |           |             |
| Grammozīs 46’ Lokvenc 49’ Ramzy 76’ | Marcatori | 37’ Beierle |

| Arbitro: | Strampe |

|                                   |           |  |
| Radwan 60’ Beierle 62’ Wibrån 73’ | Marcatori |  |

| Arbitro: | Albrecht |

|  |           |             |
|  | Marcatori | 42’ Beierle |

| Arbitro: | Aust |

|  |           |             |
|  | Marcatori | 74’ Klasnić |

| Arbitro: | Jansen |

|                              |           |  |
| Michalke 51’ Maul 86’ (aut.) | Marcatori |  |

| Arbitro: | Meyer |

|                      |           |            |
| Rydlewicz 67’ (rig.) | Marcatori | 82’ Rehmer |

| Arbitro: | Gagelmann |

|             |           |                |
| Beierle 89’ | Marcatori | 32’, 65’ Marić |

| Arbitro: | Merk |

|  |           |                             |
|  | Marcatori | 12’ Rydlewicz 73’ Arvidsson |

| Arbitro: | Steinborn |

|            |           |  |
| Hirsch 86’ | Marcatori |  |

#### Girone di ritorno
| Arbitro: | Stark |

|            |           |                           |
| Oswald 70’ | Marcatori | 17’, 75’ Wilmots 26’ Sand |

| Arbitro: | Fleischer |

|                                 |           |  |
| Živković 76’ Ballack 80’ (rig.) | Marcatori |  |

| Arbitro: | Sippel |

|                   |           |  |
| Hirsch 82’ (rig.) | Marcatori |  |

| Arbitro: | Weiner |

|                          |           |  |
| Ewerthon 66’ Amoroso 81’ | Marcatori |  |

| Arbitro: | Strampe |

|                                           |           |  |
| Di Salvo 10’, 61’ Lange 24’ Rydlewicz 71’ | Marcatori |  |

| Arbitro: | Fandel |

|                                 |           |  |
| Beeck 31’ Miriuță 33’ Topić 68’ | Marcatori |  |

| Arbitro: | Krug |

|                      |           |           |
| Rydlewicz 30’ (rig.) | Marcatori | 72’ Meira |

| Arbitro: | Kircher |

|              |           |  |
| Max 42’, 52’ | Marcatori |  |

| Arbitro: | Weiner |

|                         |           |           |
| Arvidsson 37’ Lantz 73’ | Marcatori | 72’ Klose |

| Arbitro: | Krug |

|                                               |           |                   |
| Lottner 46’ Kurth 51’ Springer 76’ Scherz 90’ | Marcatori | 6’, 32’ Arvidsson |

| Arbitro: | Jansen |

|               |           |              |
| Jakobsson 51’ | Marcatori | 66’ Barbarez |

| Arbitro: | Sippel |

|                                           |           |                                                |
| Ailton 3’, 90’ (rig.) Frings 47’ Rost 90’ | Marcatori | 24’ (rig.) Rydlewicz 30’ Di Salvo 49’ Schröder |

| Arbitro: | Fröhlich |

|              |           |  |
| Arvidsson 4’ | Marcatori |  |

| Arbitro: | Meyer |

|          |           |  |
| Alves 2’ | Marcatori |  |

| Arbitro: | Keßler |

|                                         |           |  |
| Klimowicz 4’, 5’ Ponte 7’ Juskowiak 37’ | Marcatori |  |

| Arbitro: | Albrecht |

|         |           |          |
| Hill 9’ | Marcatori | 17’ Demo |

| Arbitro: | Jansen |

|                                          |           |                      |
| Baumgart 39’ (aut.) Scholl 55’ Élber 83’ | Marcatori | 82’ Hansen 89’ Lantz |

### Coppa di Germania
| Arbitro: | Fröhlich |

|                        |           |               |
| Putilo 35’ Everson 70’ | Marcatori | 72’ Arvidsson |

## Statistiche

### Statistiche di squadra
| Competizione      | Punti | In casa | In casa | In casa | In casa | In casa | In casa | In trasferta | In trasferta | In trasferta | In trasferta | In trasferta | In trasferta | Totale | Totale | Totale | Totale | Totale | Totale | DR  |
| Competizione      | Punti | G       | V       | N       | P       | Gf      | Gs      | G            | V            | N            | P            | Gf           | Gs           | G      | V      | N      | P      | Gf     | Gs     | DR  |
| ----------------- | ----- | ------- | ------- | ------- | ------- | ------- | ------- | ------------ | ------------ | ------------ | ------------ | ------------ | ------------ | ------ | ------ | ------ | ------ | ------ | ------ | --- |
| Bundesliga        | 34    | 17      | 6       | 6       | 5       | 20      | 18      | 17           | 3            | 1            | 13           | 15           | 36           | 34     | 9      | 7      | 18     | 35     | 54     | -19 |
| Coppa di Germania | -     | 0       | 0       | 0       | 0       | 0       | 0       | 1            | 0            | 0            | 1            | 1            | 2            | 1      | 0      | 0      | 1      | 1      | 2      | -1  |
| Totale            | 34    | 17      | 6       | 6       | 5       | 20      | 18      | 18           | 3            | 1            | 14           | 16           | 38           | 35     | 9      | 7      | 19     | 36     | 56     | -20 |

### Andamento in campionato
| Giornata  | 1  | 2  | 3  | 4  | 5  | 6  | 7  | 8  | 9  | 10 | 11 | 12 | 13 | 14 | 15 | 16 | 17 | 18 | 19 | 20 | 21 | 22 | 23 | 24 | 25 | 26 | 27 | 28 | 29 | 30 | 31 | 32 | 33 | 34 |
| --------- | -- | -- | -- | -- | -- | -- | -- | -- | -- | -- | -- | -- | -- | -- | -- | -- | -- | -- | -- | -- | -- | -- | -- | -- | -- | -- | -- | -- | -- | -- | -- | -- | -- | -- |
| Luogo     | C  | T  | C  | T  | T  | C  | T  | C  | T  | C  | T  | C  | T  | C  | C  | T  | C  | C  | T  | C  | T  | C  | T  | C  | T  | C  | T  | C  | T  | C  | T  | T  | C  | T  |
| Risultato | P  | V  | P  | P  | N  | N  | P  | N  | P  | V  | V  | P  | P  | N  | P  | V  | V  | P  | P  | V  | P  | V  | P  | N  | P  | V  | P  | N  | P  | V  | P  | P  | N  | P  |
| Posizione | 15 | 17 | 14 | 16 | 15 | 15 | 16 | 17 | 17 | 15 | 12 | 14 | 14 | 14 | 14 | 13 | 11 | 12 | 13 | 13 | 13 | 12 | 12 | 12 | 13 | 12 | 13 | 13 | 14 | 13 | 14 | 14 | 14 | 14 |

Legenda:

Luogo: C = Casa; T = Trasferta. Risultato: V = Vittoria; N = Pareggio; P = Sconfitta.

### Statistiche dei giocatori
| Giocatore               | Bundesliga | Bundesliga | Bundesliga  | Bundesliga | Coppa di Germania | Coppa di Germania | Coppa di Germania | Coppa di Germania | Totale   | Totale | Totale      | Totale     |
| Giocatore               | Presenze   | Reti       | Ammonizioni | Espulsioni | Presenze          | Reti              | Ammonizioni       | Espulsioni        | Presenze | Reti   | Ammonizioni | Espulsioni |
| ----------------------- | ---------- | ---------- | ----------- | ---------- | ----------------- | ----------------- | ----------------- | ----------------- | -------- | ------ | ----------- | ---------- |
| M. Arvidsson            | 27         | 5          | 0           | 0          | 1                 | 1                 | 0                 | 0                 | 28       | 6      | 0           | 0          |
| S. Baumgart             | 12         | 0          | 4           | 0          | 0                 | 0                 | 0                 | 0                 | 12       | 0      | 4           | 0          |
| M. Beierle              | 26         | 5          | 2           | 0          | 0                 | 0                 | 0                 | 0                 | 26       | 5      | 2           | 0          |
| S. Benken               | 10         | 0          | 1           | 0          | 0                 | 0                 | 0                 | 0                 | 10       | 0      | 1           | 0          |
| C. Brand                | 4          | 0          | 0           | 0          | 1                 | 0                 | 0                 | 0                 | 5        | 0      | 0           | 0          |
| P. Bräutigam            | 6          | 0          | 0           | 1          | 0                 | 0                 | 0                 | 0                 | 6        | 0      | 0           | 1          |
| C. Busch                | 0          | 0          | 0           | 0          | 0                 | 0                 | 0                 | 0                 | 0        | 0      | 0           | 0          |
| A. Di Salvo             | 24         | 4          | 2           | 0          | 1                 | 0                 | 0                 | 0                 | 25       | 4      | 2           | 0          |
| M. Emara                | 16         | 0          | 2           | 0          | 0                 | 0                 | 0                 | 0                 | 16       | 0      | 2           | 0          |
| M. Haber                | 2          | 0          | 0           | 0          | 0                 | 0                 | 0                 | 0                 | 2        | 0      | 0           | 0          |
| K. Hansen               | 1          | 1          | 0           | 0          | 0                 | 0                 | 0                 | 0                 | 1        | 1      | 0           | 0          |
| D. Hill                 | 21         | 1          | 0           | 0          | 1                 | 0                 | 0                 | 0                 | 22       | 1      | 0           | 0          |
| D. Hirsch               | 25         | 2          | 6           | 0          | 1                 | 0                 | 0                 | 0                 | 26       | 2      | 6           | 0          |
| A. Jakobsson            | 32         | 2          | 1           | 0          | 1                 | 0                 | 0                 | 0                 | 33       | 2      | 1           | 0          |
| D. Klewer               | 8          | 0          | 0           | 0          | 0                 | 0                 | 0                 | 0                 | 8        | 0      | 0           | 0          |
| K. Kovacec              | 3          | 0          | 0           | 0          | 0                 | 0                 | 0                 | 0                 | 3        | 0      | 0           | 0          |
| T. Lange                | 18         | 1          | 4           | 0          | 0                 | 0                 | 0                 | 0                 | 18       | 1      | 4           | 0          |
| M. Lantz                | 29         | 2          | 3           | 1          | 1                 | 0                 | 0                 | 0                 | 30       | 2      | 3           | 1          |
| R. Maul                 | 28         | 0          | 5           | 0          | 1                 | 0                 | 0                 | 0                 | 29       | 0      | 5           | 0          |
| K. Oswald               | 20         | 1          | 1           | 1          | 0                 | 0                 | 0                 | 0                 | 20       | 1      | 1           | 1          |
| Y. Radwan               | 20         | 1          | 6           | 0          | 0                 | 0                 | 0                 | 0                 | 20       | 1      | 6           | 0          |
| R. Rydlewicz            | 32         | 5          | 9           | 0          | 1                 | 0                 | 0                 | 0                 | 33       | 5      | 9           | 0          |
| B. Salou                | 11         | 0          | 0           | 0          | 1                 | 0                 | 0                 | 0                 | 12       | 0      | 0           | 0          |
| M. Schober              | 22         | 0          | 1           | 0          | 1                 | 0                 | 0                 | 0                 | 23       | 0      | 1           | 0          |
| R. Schröder             | 20         | 2          | 4           | 0          | 1                 | 0                 | 1                 | 0                 | 21       | 2      | 5           | 0          |
| M. Vorbeck              | 0          | 0          | 0           | 0          | 0                 | 0                 | 0                 | 0                 | 0        | 0      | 0           | 0          |
| H. Weilandt             | 4          | 0          | 0           | 0          | 0                 | 0                 | 0                 | 0                 | 4        | 0      | 0           | 0          |
| M. Weißhaupt            | 9          | 0          | 1           | 0          | 1                 | 0                 | 1                 | 0                 | 10       | 0      | 2           | 0          |
| P. Wibrån               | 27         | 3          | 1           | 0          | 0                 | 0                 | 0                 | 0                 | 27       | 3      | 1           | 0          |
| M. von Walsleben-Schied | 2          | 0          | 0           | 0          | 0                 | 0                 | 0                 | 0                 | 2        | 0      | 0           | 0          |